# Oscar Bidegain
Pour les articles homonymes, voir Bidegain.
Oscar Raúl Bidegain (né à Azul, province de Buenos Aires, le 3 septembre 1905 - mort le 15 décembre 1994) a été élu gouverneur de la province de Buenos Aires aux élections de mars 1973 en tant que candidat du FreJuLi (Front justicialiste de libération), la coalition électorale péroniste. Chirurgien, il appartenait à la gauche péroniste, et nomma Julio Troxler, un militant historique de la « Résistance péroniste », chef de la police de la province de Buenos Aires. Forcé à la démission en janvier 1974, il fut aussi le cofondateur, puis le président, du Parti péroniste authentique, qui s'opposait à la droitisation accélérée du Parti justicialiste. Après le coup d'État de mars 1976, il s'exila et fut l'un des cofondateurs du Movimiento Peronista Montonero en avril 1977. Il revint en Argentine au retour de la démocratie, pour s'exiler à nouveau, menacé par une inculpation pour « association illicite » avec les Montoneros, avant d'être amnistié en 1989 et de revenir définitivement, étant honoré Citoyen illustre de la province de Buenos Aires en 1995.

## Des années 1930 à l'élection de 1973
Reçu docteur en médecine à l'Université nationale de Buenos Aires en 1927, il se spécialisa en chirurgie. Il aurait eu l'habitude d'exercer gratuitement en cas de nécessité. Se politisant lors de la Décennie infâme des années 1930, il soutenu la Révolution du 4 juin 1943 qui mit fin à cette période et permit au colonel Juan Perón de bientôt devenir célèbre.
Sous le premier gouvernement Juan Perón, Oscar Bidegain fut élu député national du Parti justicialiste, dans la circonscription de Buenos Aires (1948-1952) .
Le 25 juin 1972, alors que le « Grand Accord National » a ouvert la possibilité d'élections et permis la légalisation des partis, il est nommé secrétaire général du Conseil national du Parti justicialiste.

## Gouverneur de la province de Buenos Aires
Élu en 1973 sur les listes du FreJuLi, il assuma ses fonctions le 25 mai 1973, et, faisant de la santé et de l'éducation des priorités, déclare alors : « Nous allons vers un État révolutionnaire pacifique que nous concrétiserons progressivement. » Avec le chef de l'état-major des forces armées, le général Raúl Carcagno, il organise alors l'Opération de Reconstruction Manuel Derrego dans une région sinistrée par les inondations : pendant trois semaines, l'administration provinciale, les militaires et des volontaires des Jeunesses péronistes réparèrent sept centre hospitaliers, 34 écoles, 12 chemins, 3 points, plus de 50 logements, etc.
Il promulgue une loi, le 14 novembre 1973, qui réhabilité le général Juan Manuel de Rosas, qui avait été accusé de trahison à la patrie par une loi de 1957 promulguée par la dictature d'Aramburu .
Avec d'autres personnalités du Parti justicialiste, dont plusieurs gouverneurs, il cofonda, en janvier 1974, le Parti péroniste authentique, étant opposé à la droitisation accélérée du Parti justicialiste. Le 24 janvier 1974 , lui et Troxler furent forcés à la démission, le président Juan Perón l'ayant accusé de « tolérance coupable » à la suite d'une attaque de l'ERP contre la garnison militaire d'Azul, le 19 janvier 1974. Bidegain était alors critiqué à la fois par la droite péroniste et par l'extrême-gauche péroniste.

## De la mort de Perón à la transition démocratique
Après la mort du général Perón, le 1er juillet 1974, la Triple A, dirigée en sous-main par le ministre José López Rega, menace publiquement de l'assassiner . Le 20 novembre 1975, l'armée, qui commençait déjà à soutenir les golpistas (prônant un coup d'État), perquisitionne chez lui, l'accusant de conserver des armes. L'ambassadeur des États-Unis câble alors un message précisant qu'il ne s'agit que de pseudo-accusations, les « armes » en question étant des munitions de plus de 20 ans utilisées à des fins sportives. En décembre, il est élu président du Parti péroniste authentique, bientôt interdit. Bidegain est aussi expulsé du Parti justicialiste, bien qu'il l'avait déjà quitté publiquement.
Après le coup d'État de mars 1976, la junte de Videla lui confisque tous ses biens, qui ne lui seront rendus qu'en 1980, et interrompt le versement de sa retraite. Menacé de mort, il s'exile en 1977, et cofonde, à Rome, le 20 avril 1977, le Movimiento Peronista Montonero (MPM) . Il est invité par le Parlement européen en 1979, et dénonce encore la « guerre sale » et les nombreuses violations des droits de l'homme de la junte d'extrême-droite devant le Tribunal permanent des peuples, en 1980.
En 1982, avec l'ex-gouverneur Ricardo Obregón Cano (es), victime d'un putsch policier en février 1974 et cofondateur du Parti péroniste authentique, il se porte volontaire pour rentrer en Argentine et soit combattre, soit soigner, soit entraîner des militaires au tir, dans le cadre de la guerre des Malouines. La junte s'y refuse et ignore sa requête.

## Les années 1980-90
Après le retour du pouvoir aux civils et l'élection, en 1983, de Raúl Alfonsín (UCR), Bidegain rentre au pays avec Obregón Cano, lequel est arrêté sur ordre du juge Siro de Martini (qui était resté en poste sous la dictature, et qui défendit par la suite le capitaine Alfredo Astiz) et fut condamné lors du Procès à la junte pour « association illicite » avec les Montoneros. Également visé par cette inculpation, Bidegain repart en exil, ayant juste le temps d'annoncer la dissolution du MPM, ses objectifs ayant été remplis. Il ne reviendra à sa ville natale Azul qu'après l'amnistie prononcée par le président Carlos Menem en décembre 1989. Hémiplégique et avec des problèmes cardiaques, Bidegain est reconnu Citoyen illustre de la province de Buenos Aires le 7 septembre 1995 . Sa fille, Gloria, est députée.